# Приложение (СКС)
Приложение (в терминах Структурированных кабельных систем) — система из активного оборудования, подключащаяся к СКС в нескольких точках и использующая СКС в качестве транспорта, использующая свой специфичный протокол (соглашение о форме электрических сигналах, частотах, напряжениях).
В отличие от понятия «приложение» модели OSI, приложение в СКС включает в себя все уровни модели ОСИ, включая физический.
Примеры приложений:
- Ethernet и Fast Ethernet (разные приложения с точки зрения СКС в связи с разными требованиями к СКС)
- POTS (аналоговая телефония)
- Token Ring
- Fibre Channel
- Системы безопасности